# 上海美领馆升旗事件
上海美领馆升旗事件是发生在上海开埠初期英美两国之间的争议事件。
1846年，第一名美国商人吴利国（Ltentry G.Wolcott）进入上海，被委任为代理领事，在英租界九江路自己的洋行升起美国国旗，这是租界内第一面升起的外国国旗（当时英国领事馆还设在上海县县城内），此事引发了英国领事巴富尔的干涉，他要求上海道台宫慕久在土地章程中补充规定，不允许英国以外其他各国人在英租界内悬挂国旗。此后，绝大多数美国洋行都设在苏州河以南的英租界内。1849年，上海道台同意美国领事的要求，承认美国侨民在上海英租界租地，不需要通过英国领事。此后，上海英租界逐渐走向国际化，以后与虹口上海美租界合并，形成上海公共租界。